# Хотовка
Хотовка (укр. Хотівка) — село в Кременецкой городской общине Кременецкого района Тернопольской области Украины.
Код КОАТУУ — 6123481403. Население по переписи 2001 года составляло 146 человек.

## Географическое положение
Село Хотовка находится в 2,5 км от левого береги реки Иква,
примыкает к селу Сапанов.

## История
- 1549 год — дата основания.